# Poix-Terron
Poix-Terron é uma comuna francesa na região administrativa de Grande Leste, no departamento das Ardenas. Estende-se por uma área de 14,26 km². Em 2010 a comuna tinha 882 habitantes (densidade: 61,9 hab./km²).